# Usman Chalid
Usman Chalid († 2014) war ein ehemaliger Brigadegeneral der pakistanischen Streitkräfte. Einer großen Öffentlichkeit wurde der General bekannt, als Journalisten vermuteten, er sei ein Informant gewesen, welche es in der Operation Neptune Spear ermöglichte, Osama bin Laden zu töten. Es wurde weiter vermutet, man hätte Chalid eine amerikanische Staatsbürgerschaft besorgt und ihn unter neuem Namen in den USA leben lassen. Die Familie Chalid wies diese Vermutungen zurück. So war Chalid 1976 das letzte Mal in den USA. 1979 beantragte der General politisches Asyl in Großbritannien aus Protest gegen die Hinrichtung von Zulfiqar Ali Bhutto. Er hatte davor eine 25-jährige Militärkarriere hinter sich. Der General erlag als 79-Jähriger 2014 in seinem britischen Exil einem Krebsleiden. Gelebt hatte der Exilant in London.